# 194970 Márai
194970 Márai è un asteroide della fascia principale. Scoperto nel 2002, presenta un'orbita caratterizzata da un semiasse maggiore pari a 2,6587547 UA e da un'eccentricità di 0,1362928, inclinata di 2,42993° rispetto all'eclittica.